# Contea di Benson
La contea di Benson, in inglese Benson County, è una contea dello Stato del Dakota del Nord, negli Stati Uniti. La popolazione al censimento del 2000 era di 6.964 abitanti, scesi a 5.964 al censimento 2020. Il capoluogo di contea è Minnewaukan.

## Geografia
La contea si trova nel nord-est dello Stato, in un territorio prevalentemente collinare ricco di laghi e fiumi. A est si trova il Devils Lake.

### Contee confinanti
- Contea di Towner - nord
- Contea di Ramsey . est
- Contea di Nelson - sud-est
- Contea di Eddy - sud-est
- Contea di Wells - sud-ovest
- Contea di Pierce - ovest

## Storia
La contea fu chiamata così in onore di B. W. Benson, un politico statunitense. La contea fu creata nel 1879 e organizzata nel 1884.

## Comuni
Cities 
- Brinsmade
- Esmond
- Knox
- Leeds
- Maddock
- Minnewaukan (capoluogo)
- Oberon
- Warwick
- York

 Census-designated place 
- Fort Totten

Aree non incorporate
- Tokio